# Wilhelm Heinrich (Ingenieur)
Wilhelm Heinrich (* 2. Juni 1882 in Cranz bei Hamburg; † 2. Oktober 1944 in Soest) war ein deutscher Bauingenieur und Eisenbahnmanager.

## Leben
Heinrich war ein Sohn des Hofbesitzers Peter Heinrich und der Katharina Quast. Er schloss die Oberrealschule vor dem Holstentor in Hamburg mit dem Abitur ab. Anschließend studierte er Bauingenieurwesen an der Technischen Hochschule Hannover. 1902 wurde er Mitglied des Corps Hannovera Hannover. 1908 legte er die Diplom-Hauptprüfung als Bauingenieur mit den Schwerpunkten Straßenbahn, Eisenbahn- und Tunnelbau ab. Anschließend begann er den Vorbereitungsdienst als Regierungsbauführer (Referendar) bei der Königlichen Eisenbahndirektion Altona und wurde nach dem bestandenen Staatsexamen 1912 zum Regierungsbaumeister (Assessor) des Eisenbahnfachs ernannt.
Bereits 1913 schied er jedoch aus dem Staatseisenbahndienst aus und wurde stellvertretender Direktor, 1915 dann Direktor und Vorstandsmitglied der AG Ruhr-Lippe-Kleinbahnen. Heinrich gliederte die Steinbruchbetriebe als eigenständiges Unternehmen Steinwerke der AG Ruhr-Lippe-Kleinbahnen unter dem Dach der Muttergesellschaft aus und schuf als Ergänzung des Eisenbahnnetzes eine Abteilung Kraftwagenbetrieb. Durch umfassende Planungen bereitete er die Umstellung des Bahnnetzes des Unternehmens auf Normalspur vor und führte große Teile dieser Arbeiten durch. Die technische Verbesserung der Anlagen und die Modernisierung des Zugbetriebs waren ebenfalls sein Verdienst.
Heinrich war weiterhin stellvertretendes Vorstandsmitglied im Verband Deutscher Verkehrsunternehmen in Berlin, Vorstandsmitglied der Betriebsleiter-Vereinigung Deutscher Privateisenbahnen und Kleinbahnen und Aufsichtsratsmitglied der Kraftverkehrs-AG Westfalen in Dortmund. Er gehörte der Stadtverordnetenversammlung der Stadt Soest an.
Aus seiner Ehe mit Melanie geb. Kramer gingen drei Söhne hervor.
Er kam am 2. Oktober 1944 in Soest bei einem Luftangriff ums Leben.